# Нижний Коломенский пруд
Нижний Коломенский пруд — один из двух прудов по левому берегу Коломенского ручья в низовьях Голосова оврага, на территории музея-заповедника Коломенское, район Нагатинский затон, ЮАО, город Москва.
Овальной формы. Длина 45, ширина 20 м. Площадь примерно 0,1 га.
Декоративная копань с забетонированным берегом. Окружён стриженым газоном с отдельными деревьями, в том числе шаровидными ивами. Населён рыбами и прудовыми лягушками. Вероятно, создан недавно (1980 гг.)